# Ribbeite
La ribbeite è un minerale appartenente al gruppo dell'humite.